# Дома ТВ
Дома ТВ je хрватска комерцијална телевизија, која је покренута 2. јануара 2011. године у 18:00 h. Главно средиште телевизије је најтачније у Загребу. Телевизија се почела емитовати са емисијом Dobrodošli doma (срп. Добродошли кући), a водитељи су били Миа Ковачић и Игор Мешин, док је гошћа била Нина Бадрић. На програму се емитују разне теленовеле (Закон љубави, Бољи живот, Вампирски дневници, Гумуш, Напуштени анђео, Краљица југа...), емисије (Коктел, Под нож, Задовољна...) и филмови.